# Cosecha rosa
Cosecha rosa és un àlbum de còmic dibuixat per José Luis Ágreda en 2001. Va ser publicat per Under Cómic i va rebre el premi a Millor obra d'autor espanyol al Saló Internacional del Còmic de Barcelona de 2002. És la primera obra no-autoeditada de l'autor.
Amb un contingut de gairebé 1.000 vinyetes, Cosecha rosa és la continuació d'un còmic que José Luis Ágreda havia publicat a la revista Eh, tú, chaval. Segons el propi autor, es tracta d'«una història coral, amb comportaments poc habituals combinats amb allò més gris de les quotidianitats». «És un àlbum amb molts personatges [i] històries d'amor que es van entrecreuant. El dibuix és humorístic i, les històries, molt tristes. També té un toc surrealista i rural, similar al de la pel·lícula Amanece que no es poco, de José Luis Cuerda». A més, Ágreda admet també influències de Berlanga.

## El còmic
Cosecha rosa ha estat catalogat com un còmic underground, i també es considera que ha estat el treball que ha consagrat al seu creador, José Luis Ágreda, com a autor complet de còmic. Pel que fa a la seua estructura narrativa, l'obra presenta molts personatges amb diverses trames alhora, que s'ajunten i separen per moments. L'ús de diverses vinyetes corals, amb múltiples personatges en elles, i l'ambiciosa estructura del còmic, han estat motiu d'algunes crítiques, si bé també s'ha reconegut que, tot i l'aparença simplista del treball, Ágreda va ser capaç de crear una mecànica narrativa complexa de manera eficaç.
El pròleg de Cosecha rosa és un còmic del dibuixant Beranrdo Vergara. Ágreda, s'inspira de fonts molt diverses pel seu multifacètic treball, com del surrealsime de Krazy Kat de George Harriman, del grafisme de Pogo, de Walt Kelly, o de la poesia de la sèrie Bone de Jeff Smith.